# 大野豊 (工学者)
大野 豊（おおの ゆたか、1924年（大正13年）8月24日 - 2012年（平成24年）10月27日）は、日本の工学博士。京都大学名誉教授。栄典は、正四位・勲二等瑞宝章、紫綬褒章。日本で初めてのオンラインリアルタイムシステムMARS-1を開発し、日本国有鉄道（現：JR）の座席予約システムのコンピュータ化を実現した。

## 略歴
- 1946年（昭和21年） - 東京帝国大学第一工学部を卒業、運輸省に就職。
- 1949年（昭和24年） - 日本国有鉄道に移る。
- 1962年（昭和37年） - 東京大学より工学博士の学位を授与。
- 1972年（昭和47年） - 京都大学工学部情報工学科教授
- 1978年（昭和53年） - 京都大学情報処理教育センターを創設、初代センター長に就任。
- 1983年（昭和58年） - 日本ソフトウェア科学会初代理事長に就任。
- 1985年（昭和60年） - 通商産業省のシグマプロジェクトの開発委員会委員長に就任。
- 1987年（昭和62年） - 社団法人情報処理学会の第14代会長に就任。
- 1988年（昭和63年） - 京都高度技術研究所の初代所長、副理事長を兼任。
- 1990年（平成2年） - 立命館大学理工学部情報工学科教授に就任。
- 1991年（平成3年） - 公益社団法人パソコンユーザ利用技術協会副会長に就任、EAGL事業推進機構会長に就任（1998年まで）。
- 1992年（平成4年） - 公益社団法人パソコンユーザ利用技術協会第2代会長に就任（2003年まで）。
- 1998年（平成10年） - 関西TLO代表取締役社長に就任。
- 2012年（平成24年）10月27日 - 前立腺がんのため死去[1]。88歳没。

## 受賞・叙勲など
- 1960年（昭和35年） - 電気学会進歩賞
- 1961年（昭和36年） - 科学技術庁長官賞
- 1968年（昭和43年） - 電子通信学会業績賞
- 1971年（昭和46年） - 紫綬褒章
- 1975年（昭和50年） - 運輸大臣表彰
- 1996年（平成8年） - 勲二等瑞宝章[2]
- 1990年（平成2年） - 情報処理学会功績賞
- 2001年（平成13年） - 京都府文化賞特別功労賞
- 2012年（平成24年） - 正四位[3]

## 著書等
- 『プログラム技術』 1968年 電子通信学会、共著 水野幸男、島内剛一、西村恕彦、久保宏志、和田英一、淵一博、穂坂衛、大野豊、関根智明、元岡達
- 『FORTRANによる数値計算ハンドブック』1971年 オーム社、共著 磯田和男、大野豊
- 『情報科学講座』1972年 共立出版、共著 北川敏男、大野豊、飯田善久、木村幸男
- 『ソフトウエア・システムの要求・仕様・設計記述手法およびその検証に関する研究』1979年 文部省科学研究費補助金研究成果報告書、研究種目、一般研究(B)、科研費課題番号 00446191
- 『ステツプ同期型マルチマイクロプロセサシステムによるカラーグラフイツクス制御装置』1980年 文部省科学研究費補助金研究成果報告書 研究種目、試験研究、科研費課題番号 00485098
- 『ソフトウエア工学における知識の利用に関する研究』文部省科学研究費補助金研究成果報告書、研究種目、総合研究(A) 1983年 課題番号 58380006
- 『ソフトウエア設計仕様の動的検証に関する研究』文部省科学研究費補助金研究成果報告書、1983年-1985年 研究種目、一般研究(B) 科研費課題番号 58460236
- 『要求フレームに基づくソフトウエア仕様定義環境の構築』文部省科学研究費補助金研究成果報告書 1986年-1987年 科研費課題番号 61880006
- 『分散オペレーティングシステムの構築に関する研究』文部省科学研究費補助金研究成果報告書、1991年-1992年 研究種目、一般研究(B) 03452175
- 『情報リテラシ』1994年 ISBN 4-320-02697-7
- 『数独の体系的解法 初歩から超難度までそして、Art Inkala （フィンランド） へ』2011年 私家版

翻訳
- 『並行処理とUNIX』1985年 著者 リチャード・C・ホルト 共訳 大野豊ほか 啓学出版